# Elio Morri
Elio Morri (Rimini, 3 maggio 1913 – Rimini, 14 gennaio 1992) è stato uno scultore e medaglista italiano autore di numerose opere della prima metà del XX secolo.

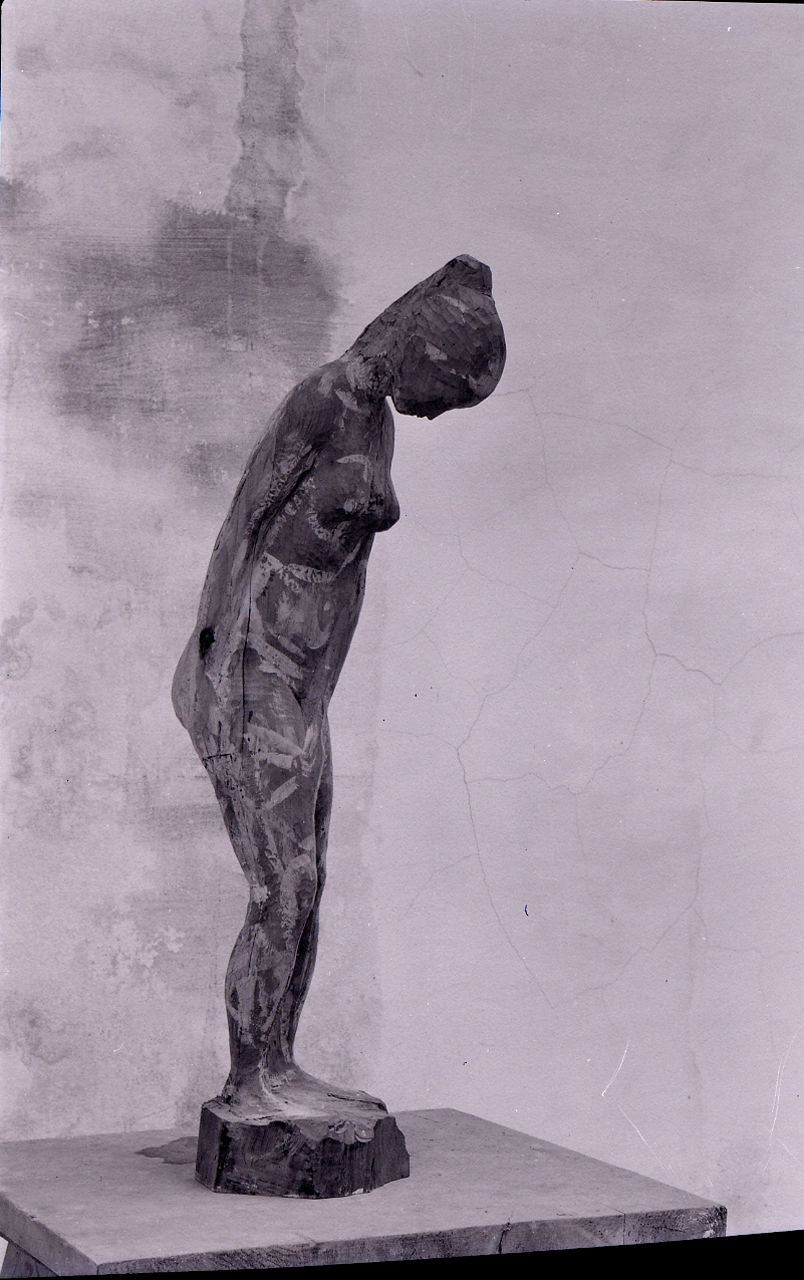
Scultura di Morri (foto di Paolo Monti, 1956)

Tra le sue opere il Monumento alla Resistenza (anno 1973) collocato all'interno del Parco Alcide Cervi di Rimini, vicino a via Roma.
Monumento (1939) a Francisco Busignani, medaglia al valore, caduto in guerra. Si trova in piazza Ferrari a Rimini.